# 陸生珍珠茅
陸生珍珠茅（学名：Scleria terrestris）为莎草科珍珠茅屬下的一个种。

## 扩展阅读
- 維基物種上的相關：陸生珍珠茅